# Economic Botany
Economic Botany is het wetenschappelijke tijdschrift van de Society for Economic Botany. Het tijdschrift wordt viermaal per jaar uitgegeven in een online en een papieren versie door Springer in samenwerking met de New York Botanical Garden Press, het uitgeversprogramma van de New York Botanical Garden. Het tijdschrift verschijnt sinds 1947. Sinds 1959 is het de officiële publicatie van de Society for Economic Botany. Sinds 2009 is Robert A. Voeks de hoofdredacteur als opvolger van Daniel E. Moerman, die deze functie tussen 2005 en 2008 bekleedde. Michael Balick zit sinds 2000 in de redactie van het tijdschrift. 
Het peer reviewed tijdschrift richt zich op de vroegere, huidige en potentiële toepassingen van planten door mensen over de hele wereld. Elk nummer bevat onderzoeksartikelen, reviewartikelen, boekrecensies, geannoteerde bibliografieën, brieven en mededelingen met betrekking tot economische planten. 
In botanische literatuurverwijzingen wordt vaak de standaardaanduiding 'Econ. Bot.' gebruikt. 